# Ilaria Bernardini
Ilaria Bernardini (Milano, 1977) è una scrittrice, autrice televisiva e sceneggiatrice italiana.

## Biografia
Laureata in Filosofia della Scienza, con un'intervista lunga un anno alla poetessa Alda Merini, esordisce nella narrativa nel 2005 con il romanzo Non è niente.
L'anno successivo la raccolta di racconti La fine dell'amore è finalista al Premio Chiara, mentre il romanzo Domenica del 2012 giunge secondo al Premio Chianti. Faremo Foresta è stato segnalato per il premio Strega 2018. La versione per bambini del romanzo si chiama "Facciamo Fo(re)sta" ed è pubblicato da Hop Edizioni.
Da Corpo libero (pubblicato nel 2010, riscritto e rivisto dalla stessa Bernardini in inglese nel 2022 col titolo The Girls Are Good e tradotto in italiano da Veronica Raimo) è stata tratta una serie televisiva omonima in 6 episodi, prodotta da Indigo film e All3 Media, scritta da Chiara Barzini, Ilaria Bernardini, Ludovica Rampoldi e Giordana Mari, diretta da Cosima Spender e Valerio Bonelli, Ie uscita su Paramount+ nell'autunno del 2022.
The Portrait (in Italia uscito per Mondadori nel 2020 con il titolo Il ritratto e in Inghilterra da Atlantic Books (Allen and Unwin) ad aprile 2020) è il primo romanzo dell’autrice scritto direttamente in lingua inglese.
Con Ludovica Rampoldi ha scritto The Echo Chamber, l'ultimo film di Bernardo Bertolucci.
Speaker di MTV e di vari canali e brand, ha scritto/scrive per Rolling Stone, Gq, Vogue, Amica, Ciak, Cabana, Tutto Musica, Linus ed è autrice ed ideatrice di programmi televisivi tra cui Ginnaste - Vite parallele e Ballerini - Dietro il sipario.

## Opere

### Romanzi
- Non è niente, Milano, Baldini Castoldi Dalai, 2005 ISBN 88-8490-559-1.
- I supereroi, Milano, Bompiani, 2009 ISBN 978-88-452-6209-8.
- Corpo libero, Milano, Feltrinelli, 2011 ISBN 978-88-07-01836-7.
- Domenica, Milano, Feltrinelli, 2012 ISBN 978-88-07-01919-7.
- Faremo Foresta[9], Milano, Mondadori 2018 ISBN 978-88-04-68566-1.
- Il ritratto, Milano, Mondadori, 2020 ISBN 978-88-04-70932-9.
- Il dolore non esiste, Milano, Mondadori, 2024 ISBN 9788804780496

### Racconti
- La fine dell'amore, Milano, Isbn, 2006 ISBN 88-7638-049-3.
- L'inizio di tutte le cose, Milano, Indiana, 2009 ISBN 978-88-97404-43-9

### Graphic Novel
- La fine dell'amore, Pavia, Hop!, 2014 ISBN 978-88-97698-18-0.
- Facciamo F(or)esta!, Hop!, 2019
- Corpo Libero (Hop! 2022)

Raccolte Collettive
- Scontrini, Baldini & Castoldi

- Pensiero Madre, Neo Edizioni
- Le Nuove Eroidi, Harper Collin's

## Televisione
- Very Victoria (2005-2008) (coautrice)
- Victor Victoria - Niente è come sembra (2009-2011) (coautrice)
- Ginnaste - Vite parallele (2011-2016) (ideatrice)
- Ballerini - Dietro il sipario (2013) (ideatrice)
- In Treatment (2013-2017) (coautrice)
- Corpo libero (2022) (sceneggiatrice)
- Citadel: Diana (2024) (sceneggiatrice)

## Filmografia
- Che cosa vuol dire pensare (2002) (regia e sceneggiatura)
- Chalk (2011) regia di Martina Amati (sceneggiatura e candidatura ai BAFTA)
- The Echo Chamber ( sceneggiatura, con Bernardo Bertolucci e Ludovica Rampoldi)
- Te l'avevo detto, regia di Ginevra Elkann (soggetto e sceneggiatura, 2023)

## Doppiaggio
- Foxxy Love in Drawn Together (st.1-2)[10]